# Uruguay Concepción del Uruguay
Club Atlético Uruguay, zwany często Atlético Uruguay lub po prostu Uruguay – argentyński klub piłkarski z siedzibą w mieście Concepción del Uruguay leżącym w prowincji Entre Ríos.

## Osiągnięcia
- Mistrzostwa Argentyny Nacional: 1984

## Historia
Klub założony został 30 sierpnia 1904 roku i gra obecnie w czwartej lidze urugwajskiej Torneo Argentino B.